# Выборы губернатора Новгородской области (2022)
Выборы губернатора Новгородской области 2022 года прошли с 9 по 11 сентября.

## Ход выборов
К сбору подписей было допущено шесть претендентов. Первым кандидатом на выборы губернатора Новгородской области 2022 года местная избирательная комиссия зарегистрировала представителя от «Российской партии пенсионеров за социальную справедливость» Алексей Прокопова. Вторым — действующего губернатора региона, выдвинутого «Единой Россией», Андрея Никитина. Также первый этап регистрации прошли: представитель «Справедливой России — Патриоты — За правду» Сергей Шруб; от КПРФ была выдвинута Ольга Ефимова; от ЛДПР — Алексей Чурсинов; от «Яблока» — Анна Черепанова. Избирательная комиссия Новгородской области в итоге отказала последней в регистрации на основании недостаточного количества достоверных подписей депутатов. Другие кандидаты данный «муниципальный фильтр» преодолеть смогли.

## Результаты выборов
В выборах губернатора Новгородской области 2022 года приняли участие 32,81 % избирателей или 156 559 человек. В системе ДЭГ, которая применялась в регионе впервые, был отдан 7 791 голос. Победу на выборах одержал действующий губернатор Новгородской области Андрей Никитин с результатом 77,03 % голосов избирателей. Ольга Ефимова набрала 10,99 %; Алексей Чурсинов — 4,43 % Алексей Прокопов — 2,56 %; Сергей Шруб — 2,5 %.
| Место | Место | Кандидат         | Голосов | %     |
| ----- | ----- | ---------------- | ------- | ----- |
|       | 1.    | Андрей Никитин   | 120 539 | 77,03 |
|       | 2.    | Ольга Ефимова    | 17 211  | 10,99 |
|       | 3.    | Алексей Чурсинов | 6929    | 4,43  |
|       | 4.    | Алексей Прокопов | 4008    | 2,56  |
|       | 5.    | Сергей Шруб      | 3907    | 2,50  |